# Велика тихоокеанська сміттєва пляма
Велика тихоокеанська сміттєва пляма (англ. Great Pacific Garbage Patch, англ. Eastern Garbage Patch, англ. Pacific Trash Vortex) — водоверть антропогенного сміття у північній частині Тихого океану. Розташована між 135°—155° західної довготи та 35°—42° північної широти. Висота плями починаючи від підводного шару до найвищої точки складає близько 12 кілометрів. На цій ділянці сконцентровано надзвичайно щільні масиви пластику та інших відходів, занесених водами Північно-Тихоокеанської системи течій. 

## Відкриття

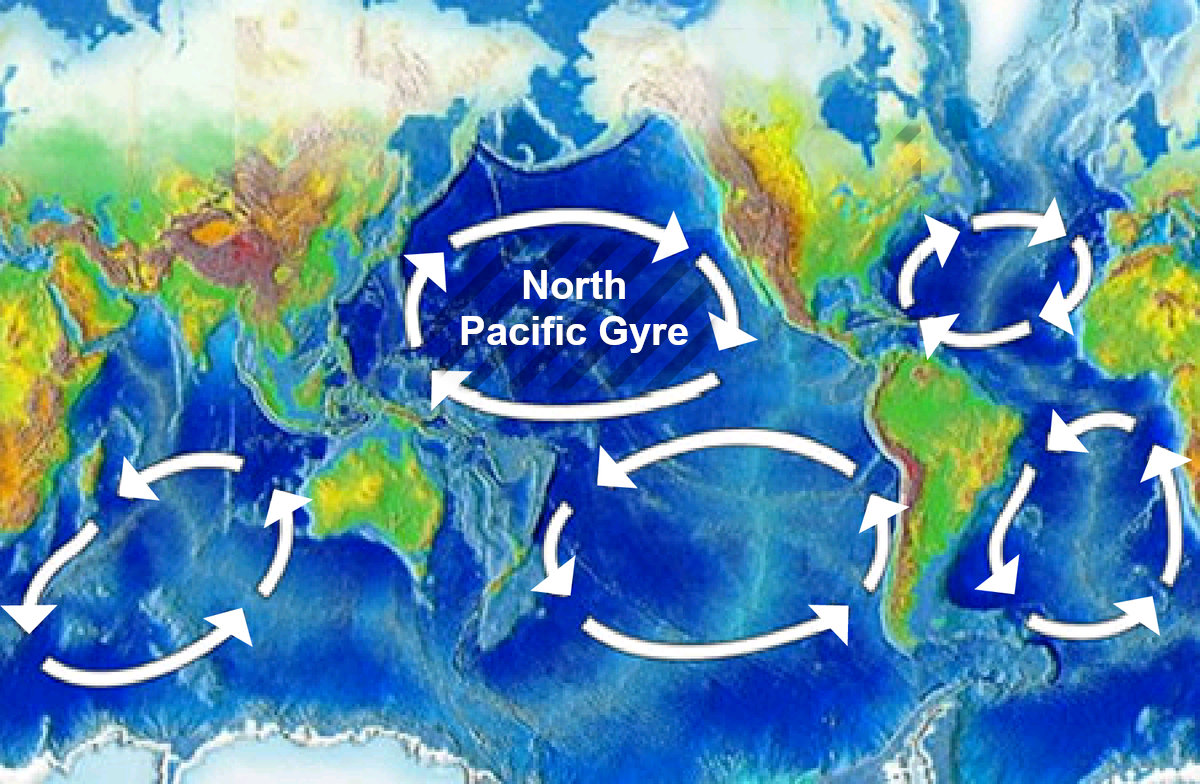
Сміттєвий континент розташований у Північно-Тихоокеанській системі течій, одній із п'яти основних систем океанічних течій.

Існування великої тихоокеанської сміттєвої плями передбачили в публікації 1988 року, виданої Національним управлінням океанічних і атмосферних досліджень (NOAA) США. Прогноз базувався на даних, отриманих на Алясці в період між 1985 та 1988 роками. Виміри кількості дрейфуючого пластику в поверхневих водах північної частини Тихого океану виявило, що в областях, підвладних певним океанічним течіям, накопичується багато сміття. Дані щодо Японського моря дозволили дослідникам припустити, що подібні скупчення можуть бути виявлені в інших частинах Тихого океану, де домінуючі течії сприяють утворенню відносно спокійної водної поверхні. Зокрема, вчені вказали на Північно-Тихоокеанську систему течій.
Факт існування сміттєвої плями привернув увагу громадськості та наукових кіл після виходу у світ кількох статей Чарльза Мура, капітана флоту Каліфорнії і океанолога. Пропливаючи Північно-Тихоокеанську систему течій після участі в регаті Transpac, Мур виявив величезне скупчення сміття на поверхні океану.
Мур повідомив про свою знахідку океанографу Кертісу Еббесмейеру, який згодом назвав цю область Східним сміттєвим континентом. Засоби масової інформації часто посилаються на неї як на винятковий приклад забруднення океану.

## Основні дані
Вважається, що, подібно іншим районам концентрації морського сміття, Велика тихоокеанська сміттєва пляма поступово формується в результаті океанських та морських забруднень, які згромаджуються разом океанськими течіями. Сміттєва пляма займає велику частину Тихого океану, яка є відносно нерухомою та обмежена Північно-Тихоокеанською течією (цю віддалену від течій область зазвичай називають Кінські широти).
В останній час тихоокеанська сміттєва пляма в поверхневих водах Тихого океану поширилася далеко на південь та досягнула океанського простору поміж Новою Зеландією та Чилі. Так, у 2023 році, вчені австралійського Університету Тасманії дослідили острів Гендерсон, який став  яскравим прикладом руйнівного впливу пластикових відходів на довкілля. Дослідники виявили, що острів Хендерсон має найвищу щільність пластикових відходів серед усіх інших місць у світі. За їхніми підрахунками, на острові накопичилося у вигляді пластикових скель близько 38 мільйонів шматків пластику, причому понад 13 000 шматків пластику прибиває до берега острова щодня.

### Площа
Площу сміттєвої плями різні дослідники оцінюють від 700 тис. до 1,5 млн км2, тобто найменша оцінка перевищує площу України на 20 %.

## Вплив на живі організми

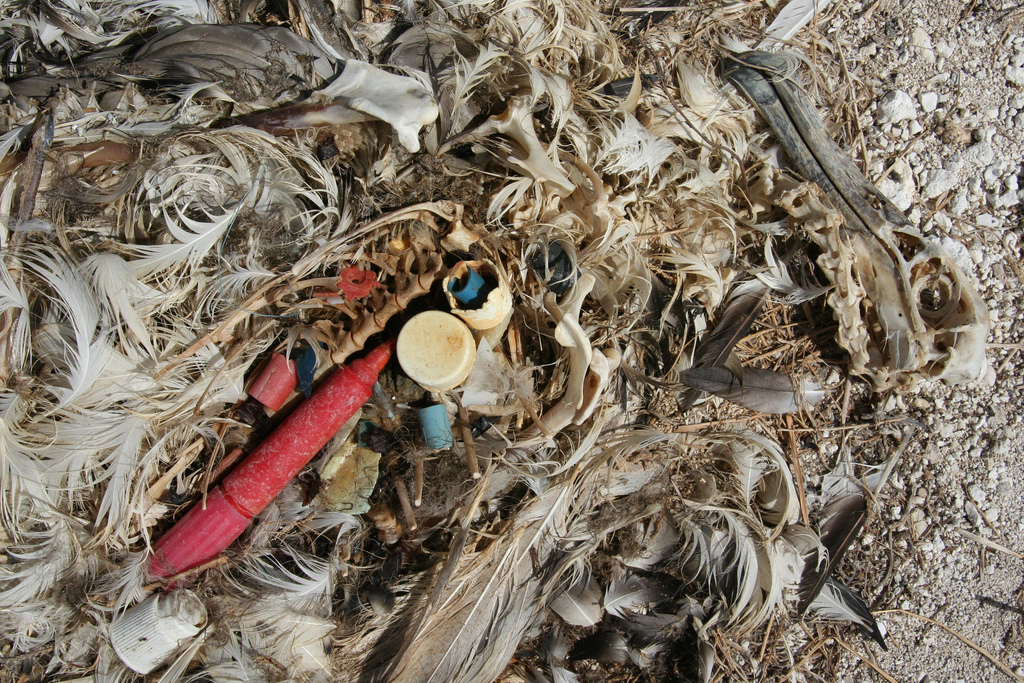
Залишки пташеняти темноспинного (лайсанського) альбатроса, якого батьки годували пластиком; пташеня не могло вивести його з організму, що призвело до смерті

Суспензія з пластикових частинок нагадує зоопланктон, і медузи або риби можуть прийняти їх за їжу. Велика кількість довговічного пластику (кришки й кільця від пляшок, одноразові запальнички) опиняється в шлунках морських птахів і тварин, зокрема, бокоплавів, морських черепах та чорноногих альбатросів.
Окрім прямої шкоди тваринам, відходи, що плавають, можуть вбирати з води органічні забруднювачі, включаючи ПХБ (поліхлоровані біфеніли), ДДТ (дихлордифенилтрихлорметилметан), ПБДЕ (полібромовані дифенилові ефіри) і ПАУ (поліароматичні вуглеводні). Деякі з цих речовин не лише токсичні — але й мають подібний до гормону естрадіолу вплив, що призводить до гормональних збоїв в отруєної тварини.